# Bulmudo
Bulmudo (kor. 불무도, oft Bool Moo Do geschrieben), auch Seonmudo (kor. 선무도, oft Sunmudo oder Sonmudo) ist eine seltene, fast unbekannte Tempelkampfkunst aus Korea, die von Seon (Chan/Zen) buddhistischen Mönchen im Golgulsa-Tempel und einigen anderen Tempelanlagen ausgeübt wird. Bulmudo wird als direkter Abkömmling des Shàolín Quánfǎ aus China bezeichnet. Bul steht für Buddha, Mu für militärisch und Do für Weg.

## Geschichte
Bulmudo soll bereits während der Zeit der drei Königreiche (372 n. Chr.) nach Korea gekommen sein. Heute steht es den Mönchen frei, ob sie an den täglichen Trainings teilnehmen. Jede Trainingseinheit dauert drei Stunden und beginnt morgens um acht Uhr. Es gibt keine Graduierungen, trainiert wird in der Mönchskleidung. Nach dem Aufwärmen folgen Atem- und Meditationsübungen. Danach werden Grundtechniken und das Kämpfen geübt. Die Techniken ähneln dem System der Gottesanbeterin und dem Kranichstil. Das System enthält keine Waffen.